# Brachystomella curvula
Brachystomella curvula is een springstaartensoort uit de familie van de Brachystomellidae. De wetenschappelijke naam van de soort is voor het eerst geldig gepubliceerd in 1948 door Gisin.